# Station Bodzechów
Station Bodzechów is een spoorwegstation in de Poolse plaats Bodzechów.